# Le Champ-près-Froges
Le Champ-près-Froges és un municipi francès situat al departament de la Isèra i a la regió d'Alvèrnia-Roine-Alps. L'any 2007 tenia 1.208 habitants.

## Demografia

### Població
El 2007 la població de fet de Le Champ-près-Froges era de 1.208 persones. Hi havia 478 famílies de les quals 108 eren unipersonals (40 homes vivint sols i 68 dones vivint soles), 159 parelles sense fills, 203 parelles amb fills i 8 famílies monoparentals amb fills.
La població ha evolucionat segons el següent gràfic:
Habitants censats

### Habitatges
El 2007 hi havia 502 habitatges, 478 eren l'habitatge principal de la família, 6 eren segones residències i 18 estaven desocupats. 393 eren cases i 109 eren apartaments. Dels 478 habitatges principals, 352 estaven ocupats pels seus propietaris, 113 estaven llogats i ocupats pels llogaters i 13 estaven cedits a títol gratuït; 6 tenien una cambra, 25 en tenien dues, 68 en tenien tres, 139 en tenien quatre i 241 en tenien cinc o més. 381 habitatges disposaven pel capbaix d'una plaça de pàrquing. A 163 habitatges hi havia un automòbil i a 275 n'hi havia dos o més.

### Piràmide de població
La piràmide de població per edats i sexe el 2009 era:
| Homes | Edats   | Dones |
| ----- | ------- | ----- |
| 0     | 95 o +  | 0     |
| 0     | 90 a 94 | 0     |
| 0     | 85 a 89 | 4     |
| 4     | 80 a 84 | 12    |
| 12    | 75 a 79 | 12    |
| 32    | 70 a 74 | 20    |
| 28    | 65 a 69 | 24    |
| 32    | 60 a 64 | 32    |
| 32    | 55 a 59 | 56    |
| 52    | 50 a 54 | 44    |
| 44    | 45 a 49 | 24    |
| 36    | 40 a 44 | 64    |
| 48    | 35 a 39 | 36    |
| 44    | 30 a 34 | 40    |
| 36    | 25 a 29 | 48    |
| 33    | 20 a 24 | 20    |
| 36    | 15 a 19 | 52    |
| 44    | 10 a 14 | 12    |
| 40    | 5 a 9   | 20    |
| 28    | 0 a 4   | 44    |

## Economia
El 2007 la població en edat de treballar era de 801 persones, 581 eren actives i 220 eren inactives. De les 581 persones actives 548 estaven ocupades (294 homes i 254 dones) i 33 estaven aturades (13 homes i 20 dones). De les 220 persones inactives 96 estaven jubilades, 76 estaven estudiant i 48 estaven classificades com a «altres inactius».

### Ingressos
El 2009 a Le Champ-près-Froges hi havia 478 unitats fiscals que integraven 1.238 persones, la mediana anual d'ingressos fiscals per persona era de 21.358,5 €.

### Activitats econòmiques
Dels 45 establiments que hi havia el 2007, 1 era d'una empresa extractiva, 1 d'una empresa alimentària, 2 d'empreses de fabricació de material elèctric, 4 d'empreses de fabricació d'altres productes industrials, 8 d'empreses de construcció, 10 d'empreses de comerç i reparació d'automòbils, 2 d'empreses d'hostatgeria i restauració, 4 d'empreses financeres, 1 d'una empresa immobiliària, 3 d'empreses de serveis, 7 d'entitats de l'administració pública i 2 d'empreses classificades com a «altres activitats de serveis».
Dels 12 establiments de servei als particulars que hi havia el 2009, 2 eren tallers de reparació d'automòbils i de material agrícola, 1 paleta, 3 fusteries, 2 lampisteries, 1 electricista, 1 perruqueria, 1 restaurant i 1 saló de bellesa.
Dels 4 establiments comercials que hi havia el 2009, 1 era una botiga de menys de 120 m², 1 una fleca, 1 una llibreria i 1 una botiga d'equipament de la llar.
L'any 2000 a Le Champ-près-Froges hi havia 3 explotacions agrícoles.

## Equipaments sanitaris i escolars
L'únic equipament sanitari que hi havia el 2009 era una farmàcia.
El 2009 hi havia 1 escola maternal i 1 escola elemental.

## Poblacions més properes
El següent diagrama mostra les poblacions més properes.